# Marlboro Man
Marlboro Man (« homme Marlboro » en français) est le terme définissant l'icône publicitaire diffusée dans le monde, un cowboy, qui sous cette appellation symbolisa la marque de cigarettes Marlboro.
Le Marlboro Man est l'une des icônes publicitaires les plus connues dans le monde, avec les personnages de Ronald McDonald et du Géant Vert, la plus connue d'entre elles étant le Bibendum Michelin.

## Histoire
Imaginée au début des années 1960 par l'agence de publicité Leo Burnett, la campagne du Marlboro Man et de son environnement, le Marlboro Country,  est lancée en 1963.
Darrell Winfield, véritable cowboy de l'Oklahoma, a été le principal « homme Marlboro » de 1968 à 1989. Par la suite, des douzaines d'acteurs ont joué ce rôle de cowboy afin de promouvoir la marque dans des campagnes de presse ou à la télévision (dont William Thourlby, Charley Conerly et Jim Patton des Giants de New York, Brad Johnson, Bill Dutra, Dean Myers, Robert Norris, Tom Mattox, David Millar, Dick Hammer, Eric Lawson, Wayne McLaren et David McLean).
En 1997, Philip Morris retire le Marlboro Man de ses campagnes publicitaires aux États-Unis.

## Controverse
Cinq des acteurs ou modèles ayant incarné le personnage sont morts d'une maladie liée au fait qu'ils aient été fumeurs de longue date, : David Millar (81 ans - 1987), Wayne McLaren (51 ans - 1992), David McLean (73 ans - 1995), Dick Hammer (69 ans - 1999), et Eric Lawson (72 ans - 2014). 
Certains d'entre eux ont participé à des campagnes anti-tabac : Wayne McLaren qui avait prêté ses traits pour une campagne Marlboro en 1976 ; Eric Lawson, qui a continué malgré tout à fumer, ; David McLean, qui est apparu dans de nombreuses publicités papier et télévisées de la marque au début des années 1960[réf. nécessaire].